# Mu Orionis
Mu Orionis (μ Ori / 61 Orionis / HD 40932) es un sistema estelar en la constelación de Orión cuya magnitud aparente conjunta es +4,12. Se encuentra a 155 años luz del sistema solar.
Mu Orionis es un sistema cuádruple compuesto por dos estrellas binarias, Mu Orionis A y Mu Orionis B, en donde cada una de ellas es a su vez una binaria espectroscópica. En el mejor de los casos A y B se encuentran separadas visualmente unas décimas de segundo de arco, por lo que no pueden ser resueltas mediante telescopio. El par menos masivo, Mu Orionis B, orbita en torno a Mu Orionis A cada 18,644 años. Aunque la separación media entre ambas binarias es de 12,7 UA, la acusada excentricidad de la órbita hace que esta fluctúe entre 3,3 y 22 UA. Las cuatro estrellas que forman el sistema son estrellas de la secuencia principal.
La componente principal de Mu Orionis A, denominada Mu Orionis Aa, domina la luz proveniente del sistema. Aunque catalogada de tipo espectral A2, es una estrella con líneas metálicas (Am), cuya temperatura de 8350 K se aproxima más a una estrella de tipo A5. Tiene una masa de 2,1 masas solares, una luminosidad 32 veces mayor que la del Sol y un radio de 2,9 radios solares. Como corresponde a una estrella Am, gira lentamente sobre sí misma, siendo su período de rotación de 13 días. Mu Orionis Ab, mucho más tenue que su compañera, es probablemente una estrella de tipo G con una masa similar a la solar. Las dos estrellas, separadas 0,077 UA, completan una vuelta cada 4,447 días.
Mu Orionis B está compuesta por dos estrellas gemelas de tipo F5, Mu Orionis Ba y Mu Orionis Bb; cada una de ellas tiene una luminosidad 3 veces mayor que la luminosidad solar y un radio de 1,3 radios solares. La masa aproximada de cada una de ellas es un 40 % mayor que la masa solar. La separación entre ambas es de 0,078 UA (casi exactamente igual a la de las componentes de Mu Orionis A), completando una órbita cada 4,784 días.